# П'єр Жуль Сезар Жансен
П'єр Жуль Сезар Жансен (фр. Pierre Jules César Janssen; 22 лютого 1824, Париж — 23 грудня 1907, Медон) — французький астроном, член Паризької АН (1873), член Лондонського королівського товариства (1875), директор обсерваторії в Медоні.
У 1852 закінчив Паризький університет, потім викладав у ліцеї, працював домашнім учителем. У 1862 обладнав власну невелику обсерваторію в Парижі, в якій почав спостереження Сонця. У 1865 був призначений професором фізики в Архітектурну школу. У 1876 став директором новоствореної астрофізичної обсерваторії в Медоні, яку очолював до останніх днів життя. У 1893 заснував обсерваторію на горі Монблан для розв'язання задач астрофізики, земної фізики і метеорології, був її директором.
Піонер застосування фотографії та спектроскопії в астрономії, зокрема при вивченні Сонця. У 1862 почав вивчати темні смуги змінної інтенсивності в спектрі Сонця, відкриті Девідом Брюстером у 1833; показав, що вони утворюються в земній атмосфері при проходженні сонячного світла через неї. Зробив кілька експедицій в Альпи (1864, 1888, 1890) для спостереження телуричних ліній і ототожнення породжуючих їх компонентів атмосфери — водяної пари і кисню. Запропонував метод визначення хімічного складу атмосфер планет за лініями і смугами поглинання, що з'являтимуться в спектрі відбитого від них сонячного світла; в 1867 отримав таким чином перші свідчення наявності водяної пари в атмосфері Марса.
Під час спостереження сонячного затемнення 18 серпня 1868 в Індії незалежно від Нормана Лок'єра відкрив метод, що дозволяє спостерігати сонячні протуберанці поза затемненням; тоді ж уперше побачив жовту лінію у випромінюванні протуберанців, відсутню в спектрі якого-небудь земного елемента і приписану згодом Лок'єром новому елементу — гелію. Запропонував конструкцію спектрогеліоскопа — приладу, що дозволяє отримувати монохроматичні зображення Сонця. Першим почав регулярне фотографування Сонця. Створив атлас фотографій поверхні Сонця, отриманих ним у Медонській обсерваторії протягом 1876—1903 років. Якість цих фотографій залишалося неперевершеною до самого останнього часу, коли Сонце було сфотографовано за допомогою телескопів, піднятих на повітряних кулях у стратосферу.
Жансен був ентузіастом астрономічних спостережень з повітряних куль. Неодноразово підіймався на них для спостережень Сонця, метеорних потоків.
Брав участь у багатьох експедиціях для спостережень сонячних затемнень, а також у кількох експедиціях з вивчення магнітного поля Землі (у Перу та на Азорських островах).
Член багатьох академій і наукових товариств, у тому числі Лондонського королівського товариства (з 1875) і Петербурзької АН (з 1904). Паризька АН та Французьке астрономічне товариство заснували Медаль Жансена і Премію Жуля Жансена, відповідно, які присуджують за досягнення в галузі астрономії. Також на його честь названо місячний кратер Жансен.